# 京極高厚
京極 高厚（きょうごく たかあつ）は、但馬国豊岡藩の第9代（最後）の藩主。豊岡藩京極家11代。

## 略歴
文政12年（1829年）5月29日、第8代藩主・京極高行の長男として江戸麹町邸で生まれる。弘化4年（1847年）、父の死去により家督を継ぎ、同時に従五位下、飛騨守に叙任する。嘉永2年（1849年）、駿府加番となり、嘉永4年（1851年）に大坂加番になった。なお、翌年の嘉永5年（1852年）7月まで、泊園書院（現・ 関西大学）の藤沢東畡を大坂城に招き、『論語』の講義を受けた。
文久2年（1862年）、幕末の海防政策として、津居山港に御台場を築き、11インチ砲や10貫砲を備えた。文久3年（1863年）の生野の変では幕府方として活躍し、平野国臣や横田友次郎らを逮捕するという功績を挙げている。
明治2年（1869年）6月23日、版籍奉還により豊岡藩知事となる。
明治3年（1870年）、藩校の稽古堂を女学校に改めて、藩士子女の教育化に努めた。明治4年（1871年）7月15日、廃藩置県により知藩事を廃されて東京へ移った。明治17年（1884年）、華族令によって子爵となる。明治18年（1885年）に正五位に叙され、その後も従三位、勲四等に叙された。明治30年（1897年）7月10日、貴族院子爵議員に選出され、明治37年（1904年）7月9日まで在任した。
明治38年（1905年）12月27日、東京本所邸にて死去した。享年77。
俳人としても優れていたと言われている。

## 系譜
子女は2男2女
- 父：京極高行（1794年 - 1847年）
- 母：古山氏
- 先妻：艶 - 島津忠徹の娘
- 後妻：登喜（1852年 - 1923年） - 勝田良彊の養女、小林文次郎長女
  - 次男：京極高義（1874年 - 1923年）